# Keraudrenia lanceolata
Keraudrenia lanceolata är en malvaväxtart som först beskrevs av Joachim Steetz, och fick sitt nu gällande namn av George Bentham. Keraudrenia lanceolata ingår i släktet Keraudrenia och familjen malvaväxter. Inga underarter finns listade i Catalogue of Life.